# Trichophorum rigidum
Trichophorum rigidum är en halvgräsart som först beskrevs av Ernst Gottlieb von Steudel, och fick sitt nu gällande namn av Goetgh., Muasya och David Alan Simpson. Trichophorum rigidum ingår i släktet tuvsävssläktet, och familjen halvgräs.

## Underarter
Arten delas in i följande underarter:
- T. r. ecuadoriense
- T. r. rigidum